# Christian Grimm (Fußballspieler)
Christian Grimm (* 4. Februar 1987 in Frankenthal) ist ein deutscher Fußballspieler. Er spielt seit 2019 beim VfR Mannheim.

## Sportlicher Werdegang
Grimm erlernte den Fußballsport beim VfR Frankenthal. Bald wurde er vom 1. FC Kaiserslautern entdeckt und aufgenommen. Dort spielte er bis 2003. In den folgenden vier Jahren lief er für drei weitere pfälzische Vereine auf, bevor der Frankenthaler zu Beginn des Jahres 2008 in der zweiten Mannschaft des FSV Mainz 05 aufgenommen wurde. Grimm trug im ersten Jahr zum Aufstieg der Mainzer in die Regionalliga West bei. Es folgten drei weitere Spielzeiten für die Amateurmannschaft des FSV. Dabei schoss Grimm in 95 Spielen 14 Tore. Im Sommer 2011 wechselte Grimm zum Ligakonkurrenten SV Elversberg. Mit der Sportvereinigung schaffte er in der Saison 2012/13 den Aufstieg in die 3. Liga. Dabei bereitete er im Rückspiel der beiden Aufstiegsspiele gegen die zweite Mannschaft des TSV 1860 München das für den Aufstieg entscheidende Tor vor. Zur Saison 2014/15 wechselte er zum FC 08 Homburg in die Regionalliga Südwest. Im Sommer 2015 schloss er sich dem Ligakonkurrenten FK Pirmasens an und absolvierte über 100 Spiele in der Regional- und Oberliga.
Zur Saison 2019/20 wechselte er zum Verbandsligisten VfR Mannheim.

## Erfolge
- Aufstieg in die Regionalliga West (2008) mit der 2. Mannschaft des 1. FSV Mainz 05
- Aufstieg in die 3. Liga (2013) mit der SV 07 Elversberg
- Aufstieg in die Regionalliga Südwest (2018) mit dem FK Pirmasens